# Abyssmare
Abyssmare(아비스메아) 미디어 믹스 프로젝트(D4DJ)에 등장하는 유닛의 한 세트.

## 개요
미디어 믹스 프로젝트 「D4DJ」에 등장하는 유닛의 하나.D4DJ 2주년 생방송을 잭해, 방송내에서 참전이 결정되었다. (가장 당시는 아무 관련도 없었던 안의 사람들이 의미심장한 트윗을 하고 있었기 때문에, 일단 복선 자체는 있었다)
해외에서 갑자기 일본의 DJ세계로 날아온 흑선 유닛.유닛 프로듀서는 본작에서 네오 역을 맡는 May'n.
아름답고, 또 압도적인 가창력을 가진 네오, 플로어를 나름대로 물들이고, 볼티지를 잘 읽는 소피아, 깜찍한 표정과 노랫소리로 팬들을 사로잡는 엘시, 하드한 춤을 보여주는 베로니카 등 4명으로 구성됐다.그녀들의 퍼포먼스는 굉장하지 않고, 일본의 어느 유닛과의 라이브 후에 뱅글형 디바이스 「A_WAVE」로 자동 집계를 실시했는데, 오디언스 전원으로부터 표를 얻었다는 격의 차이를 보여주었다.
전설의 유닛 L.M.O의 미츠하시 쇼가 프로모터를 맡는다.바로 혜성처럼 나타난 유닛이지만, 그녀들 4명의 이전 이력 등은 수수께끼에 싸여 있다.
후에 이 그녀들의 퍼포먼스, 그리고 일본에 대한 선전포고가 주인공들에게 지대한 영향을 준다는데…

## 멤버
- 네오(ネオ)
- 소피아(ソフィア)
- 엘시(エルシィ)
- 베로니카(ヴェロニカ)

## 악곡
구르미쿠에서는 오리지널, 커버를 불문하고 전곡에 움직이는 롱 노츠가 탑재되어 있으며, 이는 Abyssmare 악곡의 독자적인 요소이다.전체 곡 'LOVE!HUG!GRYOOVY!!+nova'에서도 Abyssmare 파트에만 이 요소가 탑재돼 있다.

## LIVE
UniChØrd×Abyssmare LIVE -NØVA-
2023년 4월 16일에 오자와 사쿠라 타운 재팬 파빌리온에서 개최된다.UniChØrd와 공동 출연, 한편 쌍방 첫 라이브가 된다.
UniChØrd×Abyssmare 2nd LIVE -Star Encounter-
2023년 9월 2일에 토요스 PIT에서 개최된다.

## 여담
아직 공식적으로 언급되지는 않았지만 이름 알파벳 표기의 머리글자를 합치면 동서남북이 된다.(Neo(네오), Sophia(소피아), Elsie(엘시), Weronika(베로니카) 이런 곳인가.)

2023년 3월 현재 구르미쿠에는 미구현이지만 라이브 초대 캠페인의 설명에 추후구현 예정임이 기재되어 있다. 그리고 2023년 4월 25일 구르미쿠 2.5주년 이벤트 및 'side:nova' 7절에서 멤버가 구현되었다.